# درو باورز
درو باورز (بالإنجليزية: Drew Bowers)‏ هو محامي أمريكي، ولد في 19 أكتوبر 1886 في بوكاهونتاس في الولايات المتحدة، وتوفي في 15 ديسمبر 1985 في ليتل روك في الولايات المتحدة.